# 卡爾瓦拉索火山
14°19′55″S 73°45′25″W / 14.33194°S 73.75694°W

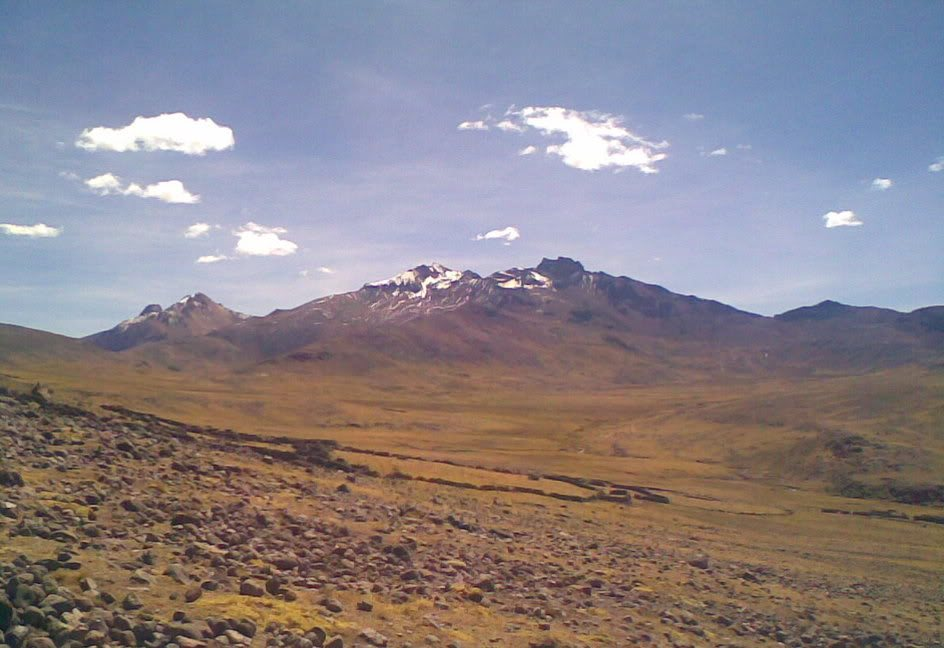

卡爾瓦拉索火山（西班牙語：Ccarhuarazo），是秘魯的火山，位於該國中南部阿亞庫喬大區的盧卡納斯省和蘇克雷省，屬於安第斯山脈的一部分，海拔高度約为5,112米。